# Kaapverdische rietzanger
De Kaapverdische rietzanger (Acrocephalus brevipennis) is een zangvogel uit de familie Acrocephalidae (rietzangers). Het is een bedreigde, endemische vogelsoort op de Kaapverdische eilanden. De vogel werd voor het eerst beschreven door John Gerrard Keulemans toen hij nog werkte aan het Rijksmuseum van Natuurlijke Historie te Leiden.

## Afbeeldingen

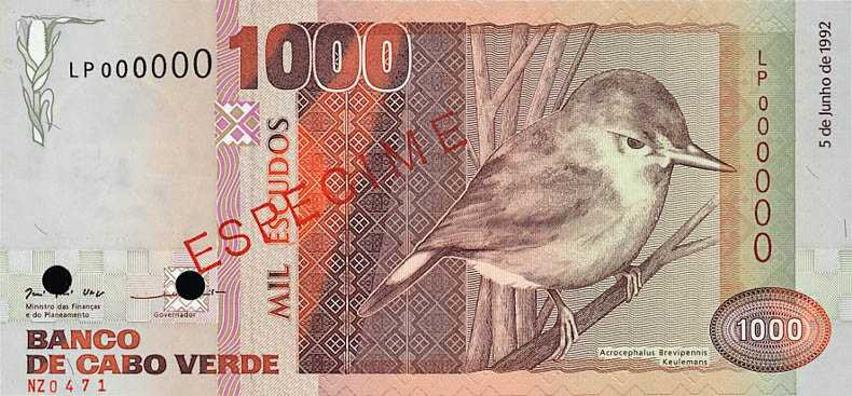

## Kenmerken
De vogel is gemiddeld 13,5 cm lang en weegt 15 tot 17 g. Het is een middelgrote rietzanger met een relatief lange snavel en lange staart. De vogel heeft een korte, dunne, lichtgrijze wenkbrauwstreep en is verder grijsbruin van boven en grijswit van onder. De snavel is tweekleurig, de bovensnavel is hoornkleurig bruin, de ondersnavel is geel tot oranje. De poten zijn leigrijs en het oog is bruin.

## Verspreiding en leefgebied
Deze soort is endemisch op de Kaapverdische eilanden en komt nog voor op het eiland Santiago en werd in 2004 ontdekt op het eiland Fogo. Op de eilanden São Nicolau en Brava is de vogel uitgestorven. Oorspronkelijk was het leefgebied beperkt tot berghellingen met dicht struikgewas en rietvelden in natte valleien van de eilanden. Nu wordt de vogel ook in andere typen leefgebied aangetroffen zoals bos en struikgewas in cultuurland, tuinen van dorpen en kleine plaatsen vaak in de buurt van stromend water en meestal in laagland onder de 500 m boven zeeniveau. De vogel wordt ook aangetroffen in koffieplantages en in begroeide ravijnen die als vuilstort worden gebruikt.

## Status
De Kaapverdische rietzanger heeft een beperkt verspreidingsgebied en daardoor is de kans op uitsterven aanwezig. De grootte van de populatie werd in 2012 door BirdLife International geschat op 2200 tot 3000 individuen. Het leefgebied wordt aangetast door elkaar opvolgende perioden van droogte en een toenemende bevolking. Om deze redenen staat deze soort als bedreigd op de Rode Lijst van de IUCN.